# Catedral de Wells
La catedral de Wells es un templo de la Iglesia de Inglaterra, situada en el centro de la ciudad de Wells, Somerset, Inglaterra, y es la sede de los obispados de Bath y Wells, de la diócesis homónima. Ha sido descrita como «la más poética de las catedrales inglesas».
La construcción de la catedral, realizada en estilo gótico duró más de tres siglos, entre 1175 y 1490. Su estructura se encuentra embellecida por las esculturas naturales de las molduras y la vitalidad de los tallados. La fachada oriental todavía conserva muchas de sus vidrieras originales, hecho muy poco frecuente en las catedrales inglesas. El exterior está constituido por una bella fachada de estilo primer gótico inglés en la que destacan las líneas rectas y una gran torre central.
La primera iglesia que se estableció en el lugar fue dedicada a San Andrés y se construyó en el 705 por el rey Ine de Wessex. El actual obispo de Bath y Wells es Peter Price desde 2001, y John Clarke es el deán desde septiembre de 2004.

## Historia

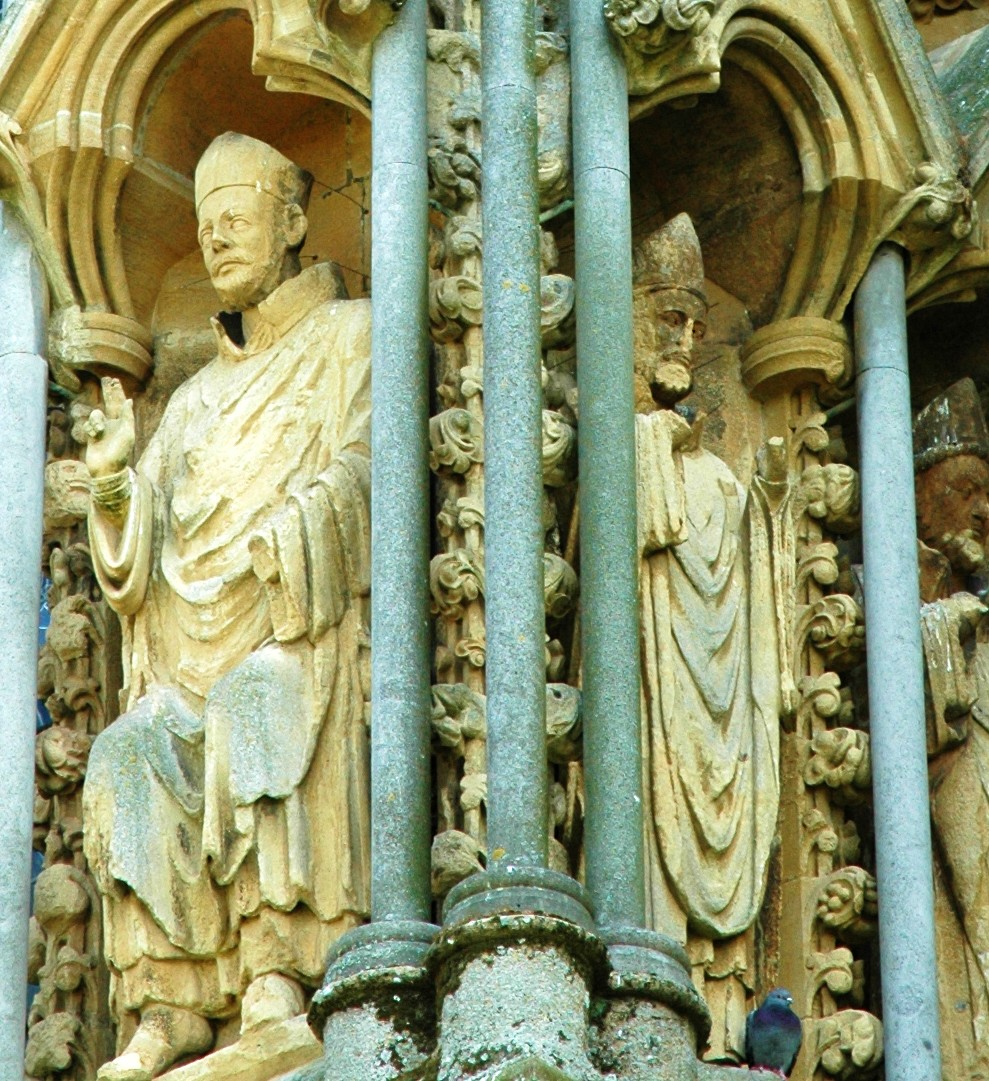
Detalle de la portalada. 365 estatuas del que muestran reyes, caballeros y santos, la mayoría de medidas naturales.

La construcción de la catedral, duró más de tres siglos, desde 1175 hasta 1490, aunque la mayor parte del templo se construyó entre 1175 y 1260. La catedral comenzó a construirse por iniciativa del obispo Reinaldo de Nohun. Se trata de uno de los ejemplos más representativos del denominado Early English.
Aunque la catedral es, principalmente, de estilo gótico, todavía permanecen algunas partes de una antigua iglesia del siglo X en el claustro. La primera iglesia se estableció en el 705 por el rey Ine de Wessex, dedicada a San Andrés. La fuente bautismal, en el transepto, es la parte más antigua de la catedral que ha sobrevivido, y está datada alrededor del año 700.
Dos siglos más tarde, la sede de la diócesis se cambió a Wells: el primero obispo de Wells fue Athelm (v 909), que coronaba el rey Athelstan. Athelm, y su nieto san Dunstán, se convirtieron en arzobispos de Canterbury.
La catedral de Wells data principalmente de la última parte del siglo XII y principios del siglo XIII; la nave y el transepto son obras maestras de la arquitectura de estilo gótico temprano de Inglaterra. Esta parte fue completada, en el momento de su dedicación en 1239.

## Arquitectura

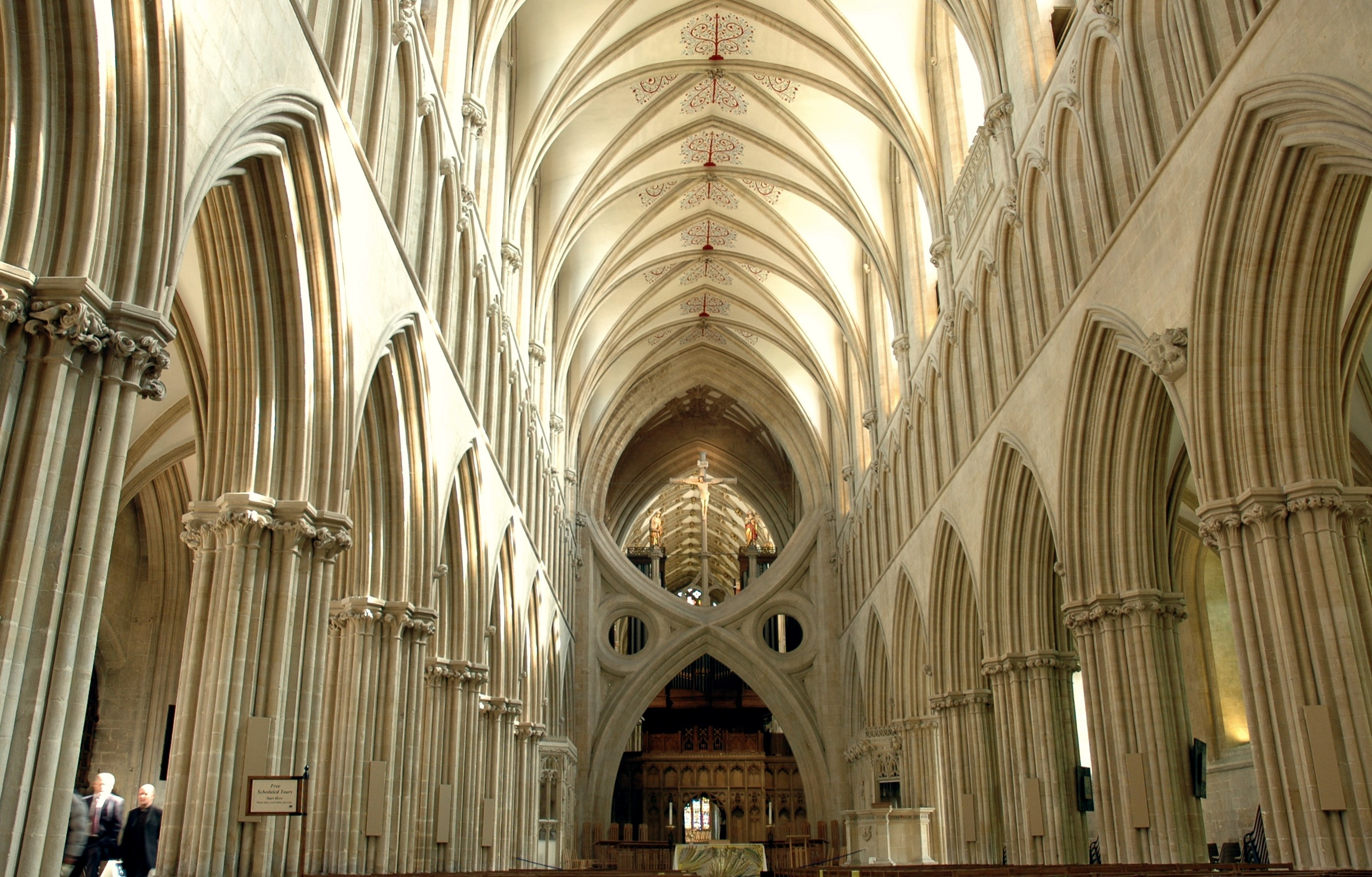
Arco tijera situado en la nave, construido en 1191.

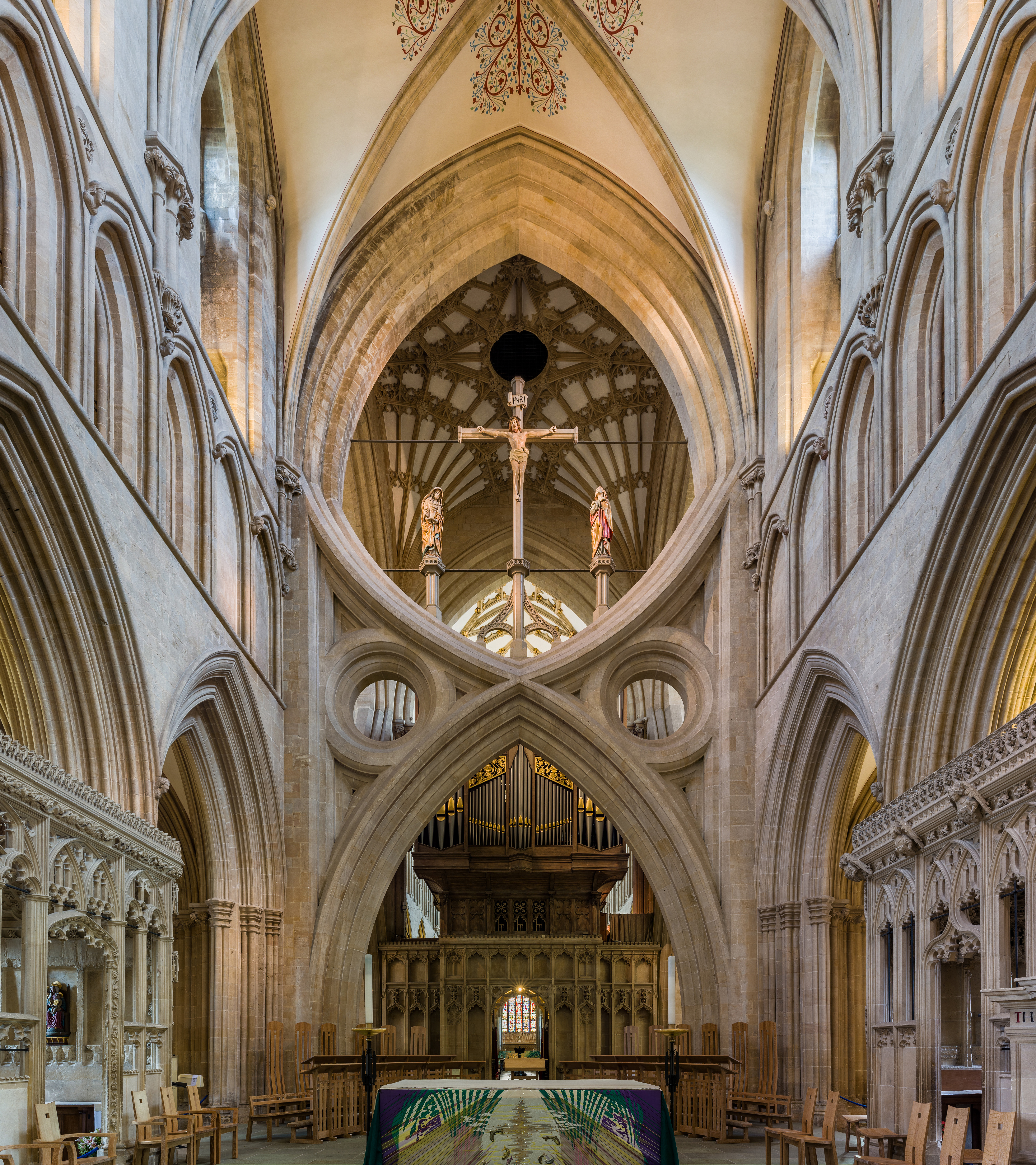
Detalle del arco tijera.

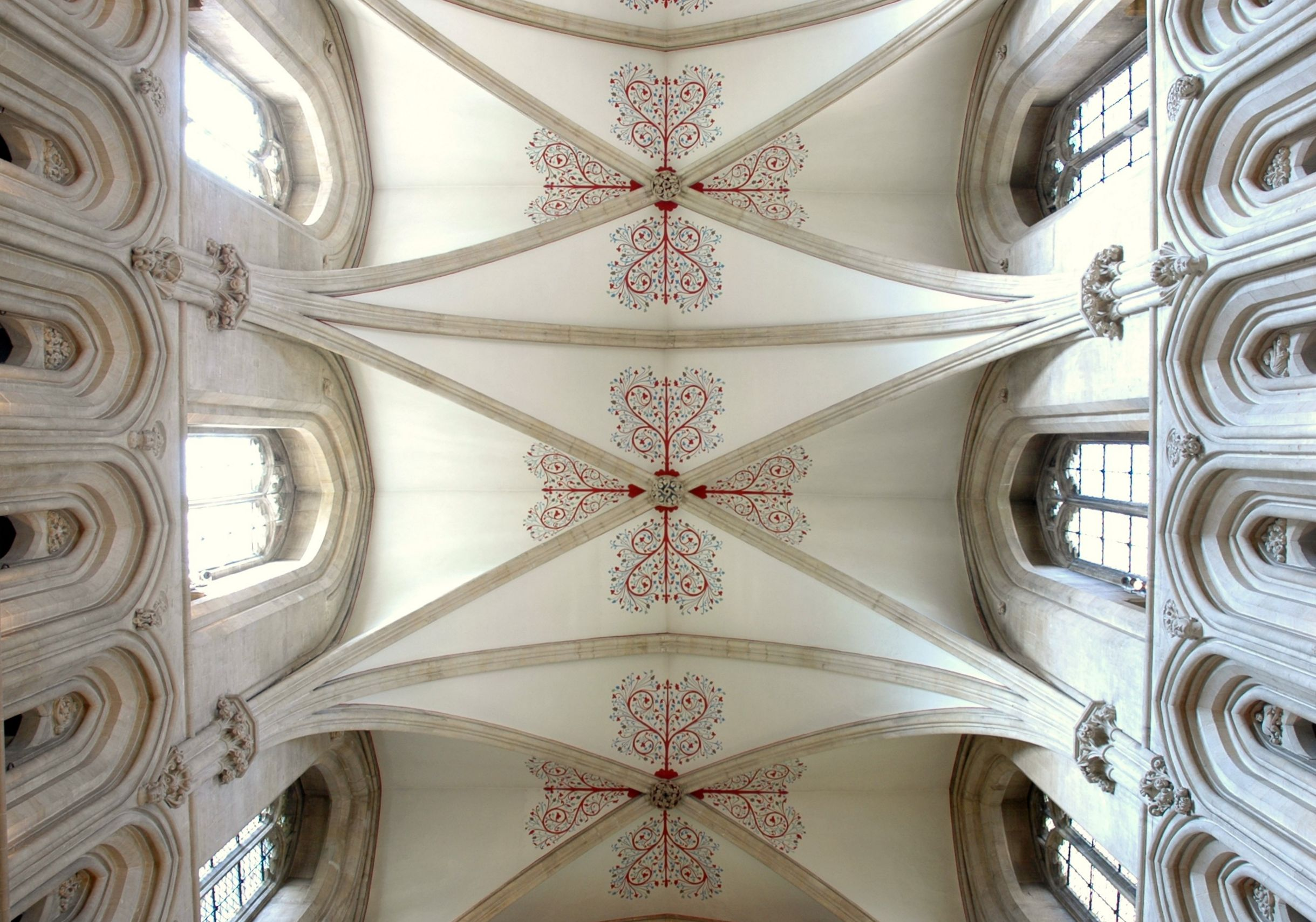
Techo de la nave central.

Se puede acceder al recinto por tres puertas del siglo XV, desde los cuales hay una vista extraordinaria de la catedral.
La fachada occidental, construida de 1230 a 1260, modula la luz de manera armoniosa con los entrantes y salientes, y constituye el producto más genuino del gótico inglés. Su espectacularidad radica principalmente en su gran altura, dos veces más alta que ancha, con una longitud de 46 m entre torre y torre, por lo que en recibe también el nombre de fachada-pantalla. En su superficie se desplega uno de los conjuntos escultóricos más ricos de Inglaterra, con 365 estatuas policromadas del siglo XIII que nos muestran reyes, caballeros y santos, la mayoría de ellos de medidas naturales.
En frente del modelo de fachada genuinamente francés, la que crea el gótico inglés tiene un fuerte efecto de horizontalidad: las puertas no destacan ni en dimensiones, ni en riqueza escultórica y, además, las torres, en uno y en otro extremo, están integradas en el edificio y son posteriores, ya que fueron construidas entre 1315 y 1435. Se trata de cuerpos independientes.
Para apreciar correctamente la anchura de la fachada del oeste, común a casi todas las catedrales góticas inglesas, debemos situarnos frente a ella. Las torres occidentales se separan y, si las contemplamos mirando hacia la torre del crucero, vemos que le dan un aspecto inexpugnable, lo cual es una reminiscencia del románico, común a todas las catedrales inglesas.
En el interior de la catedral destacan un par de elementos. El reloj medieval, que es el segundo más antiguo de Europa en funcionamiento, y unos arcos centrales en forma de tijera que tienen un carácter único. La mirada queda cautivada inmediatamente por este arco, que fue construido entre 1338 y 1348. Los capiteles son excelentes, al igual que el Árbol de Jessé, situado en el presbiterio, representado en una vidrera medieval de la denominada ventana de oro. Detrás se encuentra el coro, un auténtico bosque de nervaduras que surge de las columnas para sostener un complicadísimo techo de terceletes. La capilla de la Virgen es un octágono regular dispuesto alrededor de un techo estampado rematado por una bella llave pintada.

### Sala capitular

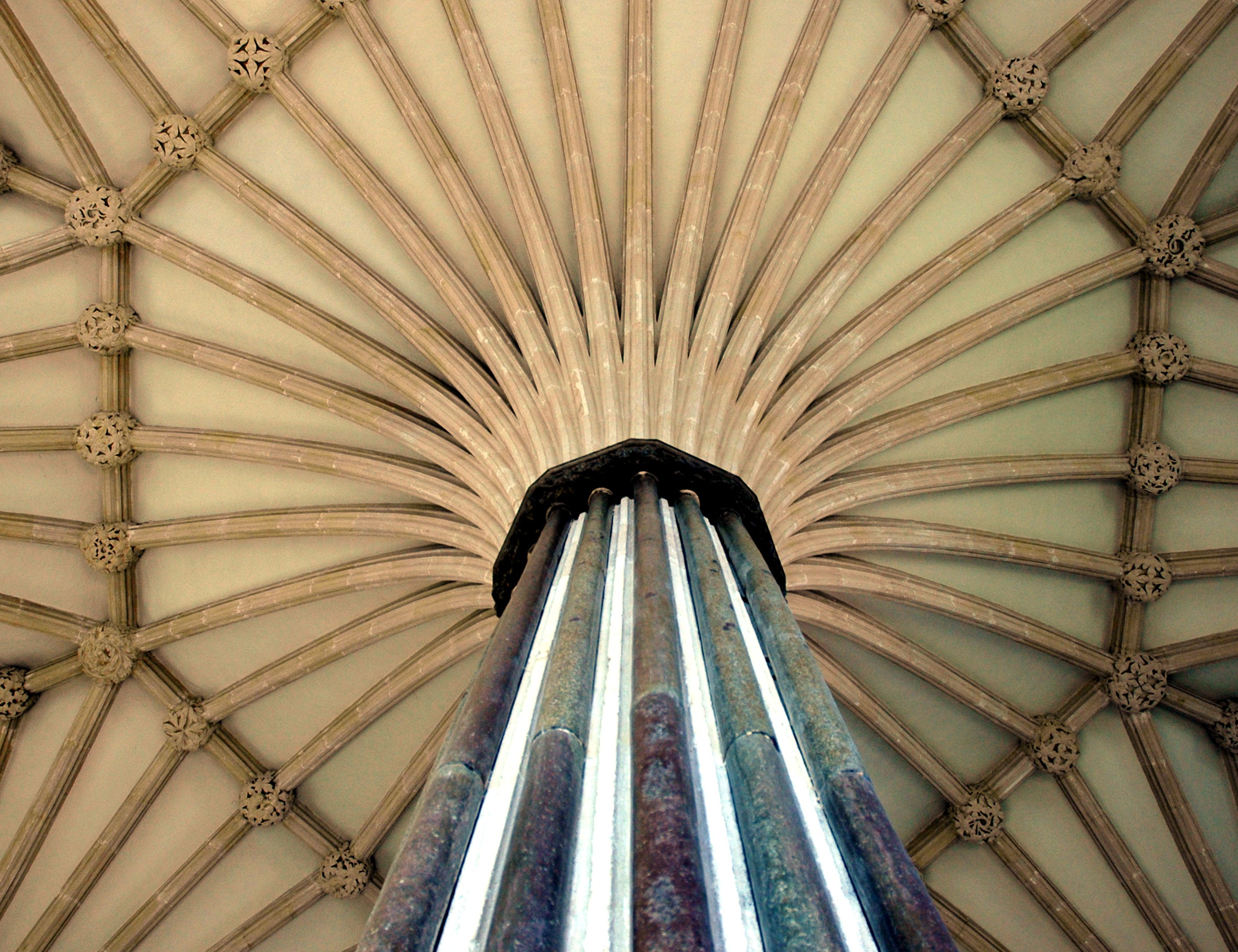
Techo de la sala capitular, en forma de abanico, construido en 1306, y sostenido por una columna central con 32 nervios que recuerdan a una palmera.

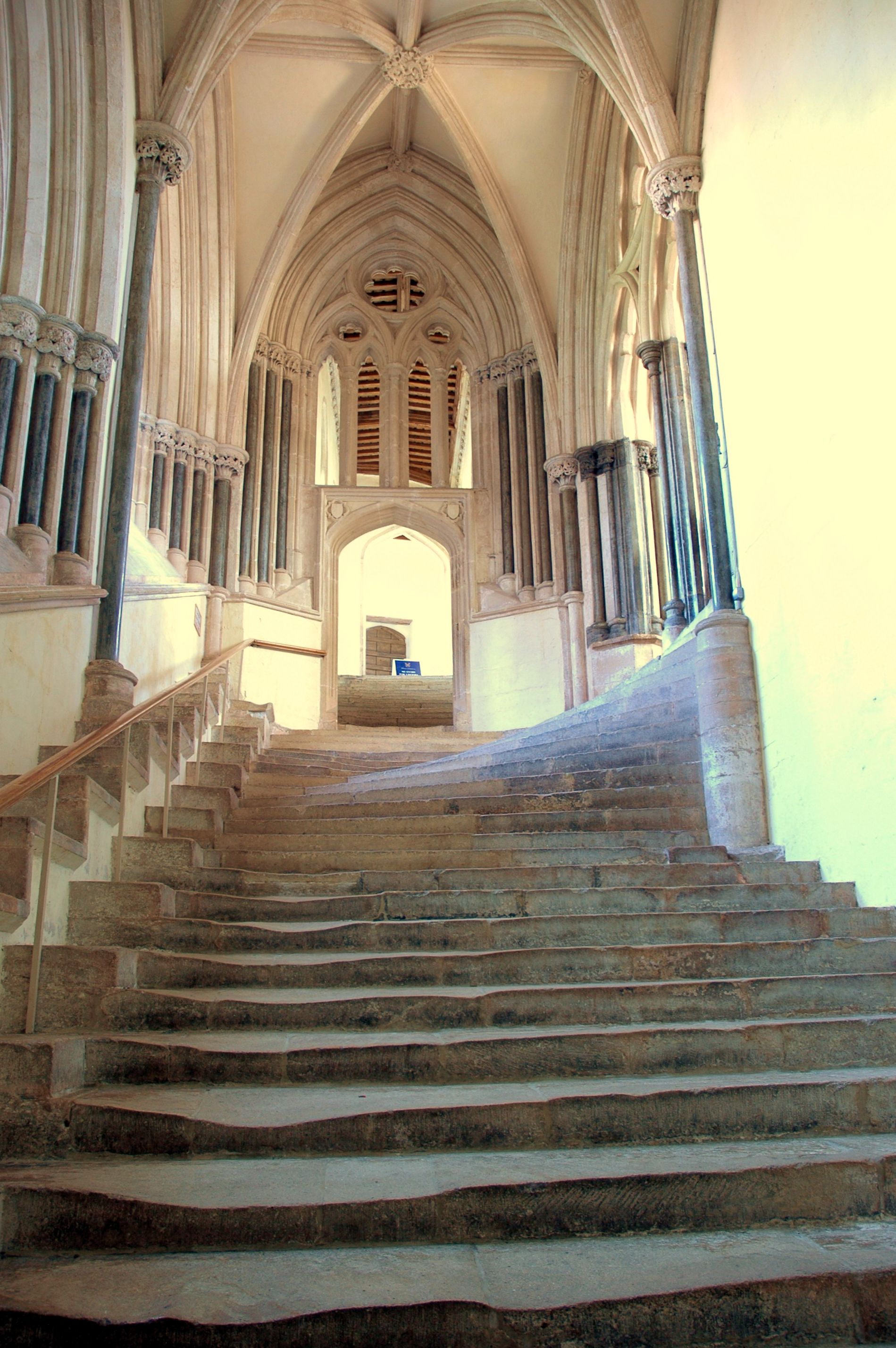
Escalera que se curva hacia la sala capitular.

La sala capitular, de forma octogonal, data de 1306. En la cámara superior, de un pilar central, de forma octogonal, formado por pequeñas columnas adosadas, irradian 32 nervaduras que se reúnen elegantemente con las que salen de cada ángulo del octágono. La construcción de esta sala capitular marca el inicio del gótico tardío en Inglaterra. La sala permite acercarse a la famosa escalera que desemboca al atrio y a las residencias de los vicarios. Hacia el este, atravesando los claustros del siglo XV, se encuentra la biblioteca, que atesora una colección de libros excepcionales por su rareza.
Situado en el lado sur de la catedral, el palacio episcopal (Bishop's Palace), sólidamente fortificado y ceñido por una fosa. La edificación del palacio comenzó alrededor de 1210, luego de que Jocelin de Wells obtuviera permiso real para erigir una residencia y un parque de ciervos. Posteriormente, se construyeron la Capilla y el Gran Salón. En el siglo XIV se agregaron las murallas, la entrada principal y el foso. En el siglo XV se amplió con la Casa Episcopal. Lamentablemente, el Gran Salón sufrió deterioro y fue parcialmente derribado alrededor de 1830.
El templo de Wells inspiró al escritor Anthony Trollope en su visión de Barchester, el arquetipo de una ciudad catedralicia en Inglaterra, que aparece en sus novelas más conocidas.